# プトレマイオス1世
プトレマイオス1世ソーテール（Πτολεμαίος Α' Σωτήρ、紀元前367年 - 紀元前282年、在位：紀元前305年 - 紀元前282年）は、エジプトのヘレニズム国家プトレマイオス朝の初代ファラオである。アレクサンドロス3世（大王）に仕え、アレクサンドロスの死後はディアドコイの一人としてエジプトに拠った。

## 生涯

### 青年時代
マケドニア王国の貴族ラゴスの子で、幼少時よりアレクサンドロスの「ヘタイロイ（側近騎兵隊将校）」の一人であった。プトレマイオスは国王ピリッポス2世が息子アレクサンドロスのために哲学者アリストテレスを招いて作ったミエザの学園に学んだ「学友」でもあった。アレクサンドロスと父ピリッポス2世が対立した際に、アレクサンドロスと親しかったプトレマイオスはラオメドン、ネアルコス等と共に追放された。紀元前336年にピリッポス2世が死去すると、プトレマイオス達は呼び戻され、アレクサンドロスから厚遇を受けた。

### 後継者として
プトレマイオスは、アレクサンドロス3世の東征において将軍として従軍し、帝国内でも重要な地位にあった。紀元前330年以降は側近護衛官の一人となっている。
紀元前323年の大王の死とバビロン会議の後は、自らが総督、太守（サトラップ）として統治していたエジプトに割拠して後継者（ディアドコス）として名乗りを挙げた。バビロン会議において、大王の死後の王位を誰に継承させるかという問題で諸将の間で口論となった。この際に、プトレマイオスは重臣達の合議制を提案したが、重臣の一人でバビロン会議を主導したペルディッカスは大王の妃で妊娠中だったロクサネの出産を待つべきと反対した。ロクサネが産んだ子は男子であったため、アレクサンドロス4世として王位につけられ、ペルディッカスは、その後見人として帝国摂政となった。

### ディアドコイ戦争において
ディアドコイ戦争で、プトレマイオスは当初、アンティパトロス等と組んでペルディッカス派に対抗し、これに勝利した。紀元前322年、大王の死後の実権を握ろうとしたペルディッカスと対立したプトレマイオスは、武将アリダイオス及び当時のバビロン太守アルコンと共謀し、ペルディッカスが帝国の首都バビロンからマケドニア本国へ移送中だった大王の遺体を奪取し、大王の遺体を自国の首都アレクサンドリアにミイラとして埋葬した。紀元前321年末か紀元前320年初頭、ペルディッカスがプトレマイオスを討伐せんとエジプトに遠征してくると、プトレマイオスはこれを迎え撃った。ペルシウムでペルディッカスがナイル川の渡河に失敗すると、失望したペルディッカス配下の将軍達（ペイトン、アンティゲネス、セレウコス）が反乱を起こしてペルディッカスを暗殺したため、棚ぼた式にその地位が確固たるものになった。
同年、事後の体制を決めるべくトリパラディソスの軍会が開催され、諸将が招集された。プトレマイオスはここで、ペイトンとアリダイオスを帝国摂政に推薦したが、ピリッポス3世（大王の異母兄。知的障害があった）の王妃エウリュディケ2世に反対され、アンティパトロスが帝国摂政に就任した。またフリュギア太守アンティゴノスがここで帝国軍総司令官に任命され、ペルディッカス派諸将の討伐にあたることになった。
帝国摂政となったアンティパトロスだったが、間もなく病に侵され、老将ポリュペルコンを後継者に指名して死んだ。しかし、アンティパトロスの息子カッサンドロスが自身の摂政位の継承を主張し、ポリュペルコンとの間で争いとなった。プトレマイオスはアンティゴノスとともにカッサンドロスを支持した。最終的にポリュペルコンは敗れ、零落した。
ペルディッカス派討伐のため転戦を重ねていたアンティゴノスは、続くポリュペルコン派との戦いでも勝利を積み重ね、勢力の拡大を遂げていった。紀元前316年、当初はペルディッカスと、後にはポリュペルコンと結んで、アンティゴノスと敵対し続けたカッパドキア太守エウメネスが遂にアンティゴノスによって滅ぼされた。これにより、アンティゴノスはディアドコイ最大の勢力として台頭するようになったが、その強大な権勢は他のディアドコイとの対立を生んだ。プトレマイオスもまた、アンティゴノスと対立し、以降、東地中海周辺で激しい攻防を繰り広げることになる。
紀元前315年にバビロン太守セレウコスがアンティゴノスによってバビロンから追われると、プトレマイオスは彼を匿った。両者は紀元前312年にシリアへ出撃し、ガザの戦いでアンティゴノスの子デメトリオスを破った。アンティゴノス自らがシリアに出陣してくると、プトレマイオスはセレウコスに兵を譲って東方への帰還を助け、彼をバビロン太守に返り咲かせた。アンティゴノスはひとまずプトレマイオスと休戦し、セレウコス討伐に傾注することとなったが（バビロニア戦争）、その隙にプトレマイオスは東地中海沿岸で勢力を伸ばした。これを受け、アンティゴノスは再び主敵をプトレマイオスに定めた。
アンティゴノスとの戦いにおいて自身の優位と正当性を得ようとしたプトレマイオスは、寡婦となっていた大王の同母妹クレオパトラ (en) に求婚した。クレオパトラはこれに応えてエジプトに渡航しようとしたが、それを察知したアンティゴノスに暗殺されてしまい、プトレマイオスの望みは叶わなかった。
紀元前306年、サラミス海戦でデメトリオスが、プトレマイオスの艦隊を大敗させると、アンティゴノスはデメトリオスと共に王となることを宣言した。翌紀元前305年、プトレマイオスもこれに対抗して王を名乗り、ロードス包囲戦でもアンティゴノス・デメトリオス父子は優位に戦いを進め、勢力を固めていく。これに対し、プトレマイオスはセレウコス、カッサンドロス、リュシマコスと結び、反アンティゴノス同盟の一角を担った。アンティゴノスはこれを粉砕せんとしたが、紀元前301年にイプソスの戦いにおいてセレウコス・リュシマコスの連合軍に敗れ、戦死した。イプソスの戦いの後、セレウコスの勢力が強大化すると、プトレマイオスは娘のアルシノエをリュシマコスと結婚させて同盟関係を結び、これに対峙した。このように、プトレマイオスはディアドコイ戦争を巧みに生き残ることに成功したのである。
プトレマイオスには、アンティパトロスの娘エウリュディケとの間に長男プトレマイオス・ケラウノスがいたが、ケラウノスと対立したプトレマイオスはこれを後継者とせずにエジプトから追放した（ケラウノスはアルシノエのもとに身を寄せ、後にセレウコスを暗殺しマケドニア王位を簒奪する）。紀元前285年に後妻のベレニケ1世が産んだ息子プトレマイオス2世ピラデルポス（ケラウノスの異母弟）を後継者とし、共同統治者とした。
ディアドコイの多くが暗殺や戦死、獄死といった非業の死を遂げる中で、プトレマイオスは天寿をまっとうした数少ないディアドコイの一人でもあった。

## 内政
内政において統治体制を確立し、外征においては領土を東地中海まで拡張するなどして、古代エジプトの繁栄を取り戻した。この故に、プトレマイオス1世は、古代ギリシア語において「救済者（ソーテール）」の称号で呼ばれた。また、首都アレクサンドリアに、王立研究所（ムセイオン）とそれに併設したアレクサンドリア図書館を建設した。
また、紀元前305年、港に世界の七不思議の一つであるアレクサンドリアの大灯台の建設も行った。

## 子女
アンティパトロスの娘エウリュディケとの間に以下の子女をもうけた。
- プトレマイオス・ケラウノス - マケドニア王
- メレアグロス - マケドニア王
- アルガイオス
- リュサンドラ - マケドニア王アレクサンドロス5世と結婚、のちマケドニア王リュシマコスの長男アガトクレスと結婚
- プトレマイス - マケドニア王デメトリオス1世と結婚

ベレニケ1世との間に以下の子女をもうけた。
- アルシノエ2世 - マケドニア王リュシマコスと結婚、プトレマイオス・ケラウノスと再婚、のち同母弟プトレマイオス2世と再々婚
- フィロテラ
- プトレマイオス2世 - エジプトのファラオ

また、正式に結婚していたかどうかは不明であるが、ヘタイラのタイスとの間に以下の3人の子女をもうけた。
- ラゴス
- レオンティスコス - 紀元前306年か307年頃にデメトリオス1世がキプロス島に侵攻した際に捕虜となった後、プトレマイオスのもとに送り返された[3]。
- エイレネ - キプロス島のソロイの王だったエウノストスと結婚したという[4][5]。

## 映画での描写
米国映画『アレキサンダー』では老年期をアンソニー・ホプキンス、青年期をエリオット・コーワンが演じ、勇猛果敢な知将として描かれている。また、劇中では物語の語り手ともなっているが、彼は実際に自身の手で『アレクサンドロス大王伝』を著していることが分かっており、歴史家のアリアノスはこれを主たる史料の一つとして『アレクサンドロス大王東征記』を著した。ただし『大王伝』はアレクサンドリア図書館の火災の時に焼失してしまい、現存していない。

## 伝記文献
- イアン・ウォーシントン『プトレマイオス一世』森谷公俊訳、白水社、2025年